# Экономические проблемы социализма в СССР
«Экономические проблемы социализма в СССР» — книга секретаря ЦК КПСС И. В. Сталина, опубликованная в конце 1952 года и представляющая собой сборник статей с замечаниями по проекту создания нового учебника советской политической экономии. Она также затрагивает ключевые моменты в развитии экономической науки в СССР. Последняя работа И. В. Сталина.
Работа «Экономические проблемы социализма в СССР» считается развитием И. В. Сталиным марксистско-ленинской политической экономии и формулирует основные принципы политэкономии социализма в отдельно взятой стране.

## Появление книги
Непосредственным поводом для написания данной теоретической книги послужила долгая работа над новым учебником «Политэкономия», преподавание которой стало обязательным во всех советских вузах с сентября 1943 года, заменив курс «Теория советского хозяйства». Сталин принимал непосредственное участие в работе над учебником и обсуждении его вариантов. По итогам этой работы состоялась ноябрьская (1951) экономическая дискуссия на конференции, организованной ЦК ВКП(б). В этой конференции Иосиф Виссарионович участия не принимал, однако внимательно изучил все выступления и детально их проанализировал, сделав свои комментарии. Итогом этой работы стала брошюра «Замечания по экономическим вопросам, связанным с ноябрьской дискуссией 1951 года», опубликованная малым тиражом для служебного пользования в начале февраля 1952 года.
Буквально через неделю прошла встреча И. В. Сталина и высшего советского руководства с группой учёных, успевших ознакомиться со сталинскими замечаниями по конференции. В ней приняли участие члены Политбюро Л. П. Берия, Г. М. Маленков, Н. А. Булганин, Н. С. Хрущёв, В. М. Молотов, А. И. Микоян и Л. М. Каганович. Учёных представляли видные историки, философы и экономисты К. В. Островитянов, Д. Т. Шепилов, П. Ф. Юдин, Л. М. Гатовский, И. И. Кузьминов, З. В. Атлас, М. И. Рубинштейн, А. В. Болгов, А. А. Аракелян, А. Д. Гусаков, Г. А. Козлов, В. И. Переслегин, И. Д. Лаптев, Л. А. Леонтьев, А. И. Пашков, Н. Н. Любимов, М. В. Нечкина и В. Я. Васильева. По мнению ряда современных либеральных авторов (Я. А. Певзнер, П. П. Черкасов), Сталин оказался недоволен итогами прошедшей конференции, указав на застой в экономической науке и косность мышления многих учёных, неспособных выйти за рамки вульгарного марксизма и творчески осмыслить новые задачи социалистического строительства в СССР и странах народной демократии.
Поэтому он решил высказать собственную позицию по методологии политэкономии социализма, что и было обобщено в книге, изданной в начале октября 1952 года, накануне XIX съезда ВКП (б).

## Содержание
Как и в некоторых предыдущих трудах Сталина, материал подан в форме ответов на вопросы. Основными статьями книги были: «Замечания по экономическим вопросам, связанным с ноябрьской дискуссией 1951 г.», «Ответ товарищу Ноткину Александру Ильичу» (21 апреля 1952 г.), «Об ошибках товарища Ярошенко Л. Д.» (22 мая 1952 г.), «Ответ товарищам Саниной А. В. и Венжеру В. Г.» (28 сентября 1952 г.).
Сталин подчеркнул, что, в отличие от капитализма, при социализме:
- средства производства не являются товаром;
- хозяйственный расчёт служит не мерилом рентабельности предприятий, а является мерой учёта и контроля, в том числе за руководством самих предприятий;
- закон стоимости носит в СССР объективный характер, его нельзя отменить или преобразовать, но объективные условия его действия можно и нужно ограничивать путём дальнейшего развития социалистической системы хозяйства[1].

Сталин безоговорочно отверг эффективность современной капиталистической экономики, научно обосновал дальнейшее огосударствление всех экономических укладов в стране с преобразованием колхозно-кооперативной собственности до уровня государственной, но без слияния с ней.
Самым значимым выводом этой работы стал тезис о возможности построения социализма в отдельно взятой стране в условиях враждебного окружения, для чего необходимо выполнить три обязательных условия:
1. создать и обеспечить не только рациональную организацию производительных сил, но и непрерывный рост общественного производства с приоритетом средств производства для расширенного воспроизводства всех отраслей народного хозяйства;
2. путём «постепенных переходов» поднять колхозно-кооперативную собственность до уровня общенародной, а товарное обращение постепенно заменить системой прямого продуктообмена;
3. добиться существенного роста культурного уровня советских людей и советского строя, который бы обеспечивал всем членам общества возможность реализовать свои физические и умственные способности[1].

Резюмируя второй раздел статьи «Замечания по экономическим вопросам, связанным с ноябрьской дискуссией 1951 г.», посвящённый товарному производству в СССР, автор предлагает отказаться от механического переноса на социалистическую экономику некоторых политэкономических категорий, заимствованных из марксова анализа капиталистического способа производства:

Более того, я думаю, что необходимо откинуть и некоторые другие понятия, взятые из «Капитала» Маркса, где Маркс занимался анализом капитализма, и искусственно приклеиваемые к нашим социалистическим отношениям. Я имею в виду, между прочим, такие понятия, как «необходимый» и «прибавочный» труд, «необходимый» и «прибавочный» продукт, «необходимое» и «прибавочное» рабочее время.

…Я думаю, что наши экономисты должны покончить с этим несоответствием между старыми понятиями и новым положением вещей в нашей социалистической стране, заменив старые понятия новыми, соответствующими новому положению. Мы могли терпеть это несоответствие до известного времени, но теперь пришло время, когда мы должны, наконец, ликвидировать это несоответствие.— Сталин И. В. Экономические проблемы социализма в СССР
В книге Сталин сформулировал основной экономический закон социализма: обеспечение максимального удовлетворения постоянно растущих материальных и культурных потребностей общества путем непрерывного роста и совершенствования социалистического производства на базе высшей техники. Обозначил три необходимых условия для перехода от социализма к коммунизму. В этой концепции товарно-денежные отношения при социализме рассматриваются как неизбежные, и потому допустимые, однако при движении к полному коммунизму должно происходить их диалектическое снятие, переход к прямому продуктообмену.
В качестве единственной причины существования товарного производства при социализме Сталин назвал наличие двух форм собственности (государственной и колхозной), отбросив все другие точки зрения, в частности «учётно-распределительную» трактовку закона стоимости при социализме, на которой базировалась книга Н. А. Вознесенского «Военная экономика СССР в период Отечественной войны». Сферу действия товарного производства ограничил предметами личного потребления. Утверждал, что закон стоимости при социализме не является регулятором производства, а текущая рентабельность отдельных предприятий и отраслей хозяйства не имеет существенного значения, сфера действия закона стоимости распространяется прежде всего на товарное обращение главным образом товаров личного потребления. Воздействие закона стоимости на производство осуществляется постольку, поскольку продукты, необходимые для возмещения затрат рабочей силы, производятся как товары, и должно учитываться через хозрасчёт, рентабельность, себестоимость, цены.
Исходя из этих теоретических утверждений Сталин отверг выдвинутое в письмах к нему супругами-экономистами А. В. Саниной и В. Г. Венжером предложение о продаже колхозам техники МТС. Санина и Венжер подверглись длительной проработке коллегами и в более широких масштабах. Доцент Санина была вынуждена оставить преподавательскую работу в МГУ. Продажа колхозам техники МТС была осуществлена в 1958 году.
Работа «Экономические проблемы социализма в СССР» была учтена при подготовке третьей Программы КПСС и нового учебника по политической экономии, который вышел свет в 1954 году под редакцией академика К. В. Островитянова — в тот период (1948—1954) главного редактора журнала «Вопросы экономики».

## Реакция на книгу
Анастас Микоян вспоминает:
Прочитав её, я был удивлён: в ней утверждалось, что этап товарооборота в экономике исчерпал себя, что надо переходить к продуктообмену между городом и деревней. Это был невероятно левацкий загиб. Я объяснял его тем, что Сталин, видимо, планировал осуществить построение коммунизма в нашей стране ещё при своей жизни, что, конечно, было вещью нереальной.
Уже в июле 1953 года на пленуме ЦК КПСС председатель Совета министров Г. М. Маленков подверг критике тезис о переходе к продуктообмену:
Или взять известное предложение т. Сталина о продуктообмене, выдвинутое в работе «Экономические проблемы социализма в СССР». Уже теперь видно, что это положение выдвинуто без достаточного анализа и экономического обоснования. Оно — это положение о продуктообмене, если его не поправить, может стать препятствием на пути решения важнейшей ещё на многие годы задачи всемерного развития товарооборота. Вопрос о продуктообмене, о сроках и формах перехода к продуктообмену — это большой и сложный вопрос, затрагивающий интересы миллионов людей, интересы всего нашего экономического развития, и его надо было тщательно взвесить, всесторонне изучить, прежде чем выдвигать перед партией, как программное предложение.
Л. Д. Ярошенко, не согласившийся с критикой со стороны Сталина и попытавшийся её опротестовать, по мнению антисталинистов, был арестован. В декабре 1953 года его освободили.

## Влияние на дальнейшее развитие
Работа Сталина стала предметом бурного обсуждения и восхваления на XIX съезде ВКП (б) и в печати. Однако ряд членов Политбюро (В. М. Молотов и А. И. Микоян) восприняли ряд её положений критически: в частности, тезис о ликвидации товарных отношений и переходе к прямому продуктообмену.
В ходе обсуждения книги экономисты разделились на «рыночников» (Я. А. Кронрод и другие) и «плановиков» (Н. А. Цаголов и другие), что впоследствии нашло продолжение в дискуссии о путях развития экономики СССР и так называемой Косыгинской реформе.